# 米米CLUB (アルバム)
『米米CLUB』（こめこめクラブ）は、米米CLUBの7枚目のアルバム。1991年4月25日リリース。発売元はSony Records（現ソニー・ミュージックレコーズ）。

## 概要
過去の曲の再録+ライブでの定番曲などを収めた「米米の上半身」というべき前作『K2C』との連作。前作のそれが示す通り今作は「下半身」とも呼べる米米CLUBの本質、「ソーリー曲」が満載となったアルバムである。一部の楽曲は1990年12月にマイカル本牧（現在のイオン本牧店）のライブハウス「アポロシアター」（現存せず）で開催した、シークレットライブでのテイクを収録している。
ちなみに、2Disc形態（12cm+8cm）ではかなり破格の値段である2500円で発売するにあたり、歌詞カードは初回限定盤特典という非常に珍しい形態が取られた。

## 収録曲
| 全編曲: 米米CLUB。 |                                |           |           |       |
| #                  | タイトル                       | 作詞      | 作曲      | 時間  |
| 1.                 | 「愛の歯ブラシセット」         | 米米CLUB  | 米米CLUB  | 1:37  |
| 2.                 | 「We are 米米CLUB」            | 米米CLUB  | 米米CLUB  | 1:35  |
| 3.                 | 「あたいのレディーキラー」     | 米米CLUB  | 米米CLUB  | 4:45  |
| 4.                 | 「東京 Bay Side Club」         | 米米CLUB  | 米米CLUB  | 4:13  |
| 5.                 | 「東京ドンピカ」               | 米米CLUB  | 米米CLUB  | 3:56  |
| 6.                 | 「二人のアンブレラ」           | 米米CLUB  | 米米CLUB  | 1:50  |
| 7.                 | 「オイオイオイ マドロスさん」  | 米米CLUB  | 米米CLUB  | 2:44  |
| 8.                 | 「I LOVE YOU」                 | 米米CLUB  | 米米CLUB  | 6:16  |
| 9.                 | 「パリジェンヌ ホレジェンヌ」  | 米米CLUB  | 米米CLUB  | 2:55  |
| 10.                | 「スーダラ節～赤いシュプール」 | 青島幸男  | 萩原哲晶  | 5:01  |
| 11.                | 「インサートデザート」         | 米米CLUB  | 米米CLUB  | 4:20  |
| 12.                | 「ホテルくちびる」             | 米米CLUB  | 米米CLUB  | 8:31  |
| 13.                | 「AWA」                        | 米米CLUB  | 米米CLUB  | 4:02  |
| 14.                | 「私こしひかり」               | 米米CLUB  | 米米CLUB  | 5:54  |
| 15.                | 「ポイのポイのポイ」           | 米米CLUB  | 米米CLUB  | 3:36  |
| 合計時間:          | 合計時間:                      | 合計時間: | 合計時間: | 61:15 |

Disc 2の収録曲は全てシュークリームシュがメインボーカルを担当している。
| 全作詞・作曲・編曲: 米米CLUB。 |                               |          |            |      |
| #                              | タイトル                      | 作詞     | 作曲・編曲 | 時間 |
| 1.                             | 「踊れシュークよ! 踊り子よ!」 | 米米CLUB | 米米CLUB   | 2:50 |
| 2.                             | 「東京イェイイェイ娘」        | 米米CLUB | 米米CLUB   | 3:20 |
| 3.                             | 「チョビットダンス」          | 米米CLUB | 米米CLUB   | 3:23 |
| 4.                             | 「プラムジュース」            | 米米CLUB | 米米CLUB   | 3:45 |
| 合計時間:                      | 合計時間:                     | 13:18    |            |      |